# Sakaigawa Namiemon
Sakaigawa Namiemon est un nom japonais traditionnel ; le nom de famille (ou le nom d'école), Sakaigawa, précède donc le prénom (ou le nom d'artiste).
Sakaigawa Namiemon (境川 浪右衛門) (28 mai 1841 – 16 septembre 1887), de son vrai nom Masakichi Udagawa, est un lutteur sumo officiellement reconnu comme le 14e yokozuna.

## Biographie
Sakaigawa fait ses débuts en novembre 1857 et atteint la première division makuuchi en avril 1867, puis combat sous le nom de Masuizan. Il gagne son premier tournoi en juin 1868 avec le rang de maegashira, n'ayant pas été battu en huit combats. Il est promu ōzeki en avril 1870 après avoir gagné deux tournois avec le rang de sekiwake. Après cette promotion, il change son shikona (en) (nom de lutteur) en Sakaigawa. Ce nom était initialement porté par un autre lutteur de la même écurie, qui fut ōzeki de 1857 à 1861.
Sakaigawa reçoit une première fois le titre de yokozuna par la maison Gojo d'Osaka en février 1876 puis par la maison Yoshida Tsukasa en février 1877. À l'époque, la restauration de Meiji perturbe le monde du sumo et de nombreux lutteurs reçoivent le titre nominal de yokozuna et la valeur de ce rang en est gravement diminué. Parmi tous ces lutteurs, Sakaigawa devient plus tard le seul yokozuna officiellement admis.
Sakaigawa se retire en janvier 1881. Dans la première division makuuchi, il comptabilise 118 victoires pour 23 défaites, soit un pourcentage de victoires de 83,7%. Cependant, il compte également 71 matchs nuls car il laisse souvent son adversaire attaquer le premier. Il est surnommé le « Tanikaze Kajinosuke de l'ère Meiji ».

## Palmarès
- La durée réelle des tournois de l'année de l'époque varie souvent.

Dans le tableau suivant, les cases en vert sont celles des tournois remportés.
| -    | Printemps                                    | Hiver                                   |
| ---- | -------------------------------------------- | --------------------------------------- |
| 1867 | Maegashira de l'ouest #6 4–1–1 4d            | Maegashira de l'ouest #4 4–1–1 4d       |
| 1868 | Maegashira de l'est #2 8–0–1 1d Non officiel | Komusubi de l'est 4–2–1 3d              |
| 1869 | Sekiwake de l'est 8–0–1 1d Non officiel      | Sekiwake de l'est 7–0–1 2d Non officiel |
| 1870 | Ōzeki de l'est 6–0–2 2d Non officiel         | Ōzeki de l'est 6–1–1 2d                 |
| 1871 | Ōzeki de l'est 5–0–2                         | Ōzeki de l'est 6–0–2 1d 1h Non officiel |
| 1872 | Ōzeki de l'est 4–1–1 4d                      | Ōzeki de l'est 3–1–1 5d                 |
| 1873 | Ōzeki de l'est 6–0–1 3d                      | Ōzeki de l'est 3–2–2 3d                 |
| 1874 | Ōzeki de l'est 4–1–1 3d 1h                   | Ōzeki de l'est 6–1–1 2d                 |
| 1875 | Ōzeki de l'est 4–1–2 3d                      | Pas de tournoi                          |
| 1876 | Ōzeki de l'est 6–1–1 2d                      | Ōzeki de l'est 4–2–1 3d                 |
| 1877 | Ōzeki de l'est 4–0–6                         | Ōzeki de l'est 4–2–1 3d                 |
| 1878 | Ōzeki de l'est 4–1–2 2d 1h                   | Ōzeki de l'est 3–1–2 3d 1h              |
| 1879 | Ōzeki de l'est 1–1–3 5d                      | Ōzeki de l'est 2–2–1 4d 1h              |
| 1880 | Absent                                       | Ōzeki de l'est 2–1–4 3d                 |
| 1881 | Ōzeki de l'est Retraite 0–0–10               |                                         |